# Fyrvalla
Fyrvalla is de oude natuurijsbaan van Östersund in het mid-westen van Zweden.

## Grote kampioenschappen
Internationale kampioenschappen
- 1952 - EK allround mannen
- 1954 - WK allround vrouwen
- 1957 - WK allround mannen
- 1960 - WK allround vrouwen

Nationale kampioenschappen
- 1950 - ZK allround mannen
- 1954 - ZK allround mannen
- 1961 - ZK allround mannen